# Manchas de Fordyce

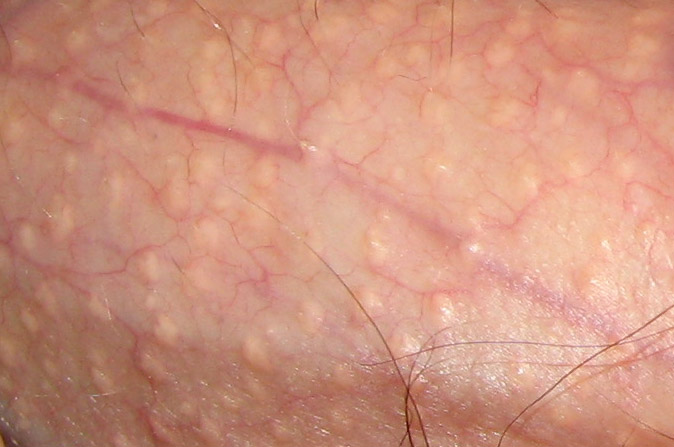
Granos de Fordyce.

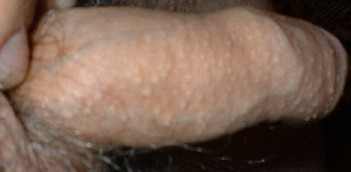
Granos de Fordyce en un pene.

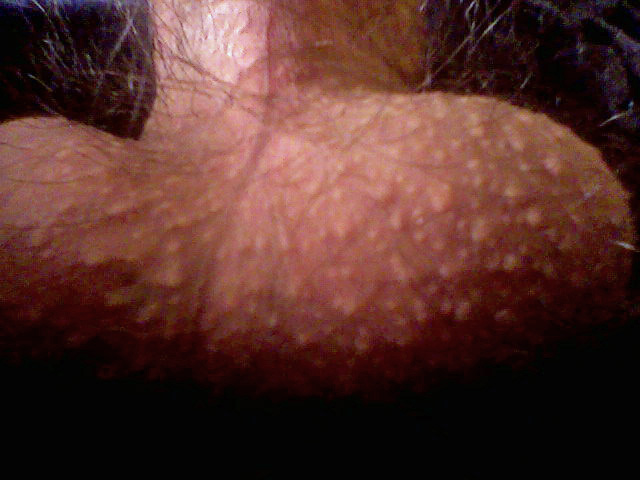
Granos de Fordyce en el escroto.

Las manchas de Fordyce (mejor conocidas por su nombre descriptivo granos de Fordyce) son granos diminutos, indoloros y en relieve de color blanco, amarillo o crema, de tamaños de 1 a 3 mm de diámetro, que pueden aparecer en los labios, mucosa de la boca,  pene, escroto y vulva. Son comunes en hombres y mujeres de todas las edades. Estos bultos blanquecinos son llamados manchas de Fordyce en honor al dermatólogo estadounidense John Addison Fordyce, quien fue la primera persona en investigarlas.
Los granos de Fordyce son glándulas sebáceas ectópicas, son lesiones no malignas ni infecciosas y no precisan ningún tipo de tratamiento. Muchos jóvenes acuden al médico preocupados por la posibilidad de haber contraído alguna enfermedad o infecciones de transmisión sexual, sin embargo los granos de Fordyce no tienen ninguna relación ni afectan las actividades sexuales, teniendo sólo una repercusión estética.

## Histopatología
Los lóbulos de las glándulas sebáceas localizados superficialmente se reúnen alrededor o adyacentes a los conductos excretorios. Estos últimos contienen desperdicios sebáceos y queratinosos. Las glándulas heterotópicas están bien formadas y al parecer son funcionales. Las células individuales muestran un citoplasma granular relativamente claro con núcleos de naturaleza algo picnótica. Excepto por la relación de las glándulas sebáceas con los vellos de la piel, las glándulas bucales y las cutáneas son prácticamente idénticas.

## Tratamiento
La mayoría de los médicos consideran que este es un fenómeno fisiológico normal y desaconsejan el tratamiento. 
Algunas personas pueden optar por aplicar el gel o crema de tretinoína a las zonas afectadas. Esto puede revertir los granos con el tiempo y evitar que se agraven. Para obtener los mejores resultados con la tretinoína se puede utilizar junto con agentes alfahidroxiácidos que se utilizan normalmente para tratar el acné. El aceite de jojoba, tocoferol y Argania extracto también han sido relacionados con el éxito del tratamiento de los granos de Fordyce. Tratamientos con vaporizadores como el láser de CO2 o la electrodesecación se han utilizado con cierto éxito en la disminución de la aparición de esta condición si son de preocupación estética.
A veces el médico puede prescribir las exfoliaciones químicas con TCA, aunque tan pronto como se interrumpe el tratamiento la condición de Fordyce volverá. Diatermia o congelación con nitrógeno líquido a veces también puede ser utilizado, pero por ahora no se encuentra un tratamiento que revierta completamente esta condición.